# Thomas Norton (jurist)
Thomas Norton (1532 – 10 maart 1584) was een Engels jurist, politicus en dichter. Hij was de zoon van een rijke Londense burger en een fanatiek protestant. Hij was getrouwd met een dochter van de Anglicaanse aartsbisschop van Canterbury, Thomas Cranmer.
Norton vertaalde de Christianae Religionis Institutio van Johannes Calvijn in het Engels (1561). Tijdens zijn jaren als jurist in de 'Middle Temple' raakte hij bevriend met Thomas Sackville, de latere 1e Graaf van Dorset. Dit leidde tot hun samenwerking bij het schrijven van de tragedie Gorboduc.
Nortons anti-katholieke instelling groeide met de jaren uit tot een ware obsessie. Het werd uiteindelijk zo sterk dat zelfs de Anglicaanse bisschoppen zich tegen hem keerden. Hij werd opgesloten in de Tower of London, maar korte tijd later weer vrijgelaten. Deze ervaring ondermijnde echter zijn gezondheid en hij overleed in zijn huis in Sharpenhoe, Bedfordshire in 1584.
- Bibliothèque nationale de France: cb11917878w (data)
- CiNii: DA02087735
- Gemeinsame Normdatei: 119111594
- International Standard Name Identifier: 0000 0001 0881 4357
- Library of Congress Control Number: n50022826
- Nationale Bibliotheek van Israël: 987007462870705171
- Nationale Bibliotheek van Polen: a0000001728791
- Nederlandse Thesaurus van Auteursnamen: 068564988
- SNAC: w6qj8h5b
- Système universitaire de documentation: 027049973
- Trove: 936337
- Virtual International Authority File: 27069632
- WorldCat: E39PBJB8wDf9mQ84KcvTWv89jC